# Alberto Sette
Alberto Sette (Milano, 24 settembre 1960) è un doppiatore, attore e speaker italiano.

## Biografia
Ha prestato la voce a Julian McMahon in Nip/Tuck nel ruolo del dottor Christian Troy. Ha anche partecipato al doppiaggio delle soap opera Sentieri e Il tempo della nostra vita e di numerose altre telenovelas come Terra nostra e Tempesta d'amore.
È la voce fuori campo di programmi come La macchina del tempo su Rete 4 e Linea verde, su Rai 1. Attivo anche nel campo delle serie animate, ha doppiato Mur dell'Ariete ne I Cavalieri dello zodiaco dall'episodio 113 in poi e in altri media, Mister X in È un po' magia per Terry e Maggie e Yoroi Akado in Naruto.
Come attore ha preso parte a diversi film e fiction. Dal 2001 al 2005 ha interpretato diversi personaggi (Piero Govi, Luca Lanari e Franco Aquilani) nella soap opera CentoVetrine andata in onda su Canale 5. Nel 2016 interpreta Lupo Corona nella prima stagione della serie TV I Medici. Nel 2017 ha interpretato Vittorio nel film Blood Bags per la regia di Emiliano Ranzani. Nel 2018 ha interpretato l'uomo di potere nel film Come l'ombra nel buio, a fianco del protagonista Daniele Marcheggiani. Nel 2019 interpreta il personaggio di Filippo Ferraresi nel film Stem Cell per la regia di Giuseppe Di Giorgio. È stato attivo negli studi di Milano fino al 2022.

## Filmografia

### Cinema
- Come l'ombra nel buio, regia di Alessandro Gessaga (2019)
- Stem Cell, regia di Giuseppe Di Giorgio (2020)
- Finalmente libera, regia di Giuseppe Di Giorgio (2022)

### Televisione
- Vivere
- Nemici amici/Conflitto di interessi, regia di Piernico Solinas
- Centovetrine (Canale 5)
- Il caso Braibanti (Rai)

## Teatro
- Anfitrione, di Molière, regia di W. Manfrè
- La confessione, regia di W. Manfrè
- Le cinque giornate di Milano (1997/98), produzione Teatridithalia-Elfo

## Doppiaggio

### Cinema
- Curtis Armstrong e Quinn K. Redeker in Supereroi per caso: Le disavventure di Batman e Robin
- Liev Schreiber in The Ten
- Craig Susser in Il testimone silenzioso
- Nicolas Cazalé in The Dark Hours
- Nicolas Bouchaud in Piccole crepe, grossi guai
- Jung Doo-hong in The City of Violence
- Vithaya Pansringarm in Lupin III - Il film
- Anthony Michael Hall in Natural Selection

### Serie televisive
- Jim Davidson e Emmanuel Zuereb in Sentieri
- Stephen Nichols in Il tempo della nostra vita
- Aloysius Itoka in Tempesta d'amore
- Bernard Montiel in Saint Tropez
- Juan Alba in Terra nostra
- Juan Vitali in Valeria
- Luis Machín in I due volti dell'amore
- Franco Cherubini in Atto di carità
- Calvin Jung in How I Met Your Mother
- Jay Karnes in Scandal
- Christopher Berry in The Purge
- Julian McMahon in Nip/Tuck
- Jeroen Perceval in Tabula Rasa

### Film d'animazione
- Watri in Vampire Hunter D
- Utsutsu Mujuro in Ninja Scroll
- Dott. Steiner in City Hunter Special: Amore, destino e una 357 Magnum
- Hikage in City Hunter Special: Servizi segreti
- Poliziotto in City Hunter Special: La rosa nera
- Tasuke Tokugawa in Yamato - Il nuovo viaggio
- Loki in I Cavalieri dello zodiaco - L'ardente scontro degli dei (primo doppiaggio)
- Gemini ne I Cavalieri dello zodiaco - La leggenda dei guerrieri scarlatti (primo doppiaggio)
- Mur dell'Ariete ne I Cavalieri dello zodiaco - La leggenda del Grande Tempio
- Hajime Saito in Kenshin: Memorie del passato
- Tome in Detective Conan - La strategia degli abissi
- Gin in Detective Conan - ...e le stelle stanno a guardare

### Serie animate
- Mur dell'Ariete ne I Cavalieri dello zodiaco (ep. 113-114), I Cavalieri dello zodiaco - Saint Seiya - Hades, Saint Seiya - I Cavalieri dello zodiaco, Saint Seiya: Soul of Gold
- Giga in Gnoufs
- Mister X in È un po' magia per Terry e Maggie
- Yoroi Akado e Manda in Naruto
- Ruck in Roswell Conspiracies
- Gambit in Insuperabili X-Men
- Nemesis in Dragon Quest
- Nail, Punter e Kira in Dragon Ball Z
- Suu Shenron in Dragon Ball GT
- Johnny in One Piece
- Gin (dall'episodio 336 in poi) in Detective Conan
- Terry McGinnis/Batman in Justice League Unlimited
- Odion Ishtar e Raphael in Yu-Gi-Oh!
- Sir Gill Randsborg in Yu-Gi-Oh! 5D's
- Comandante Iverson in Voltron: Legendary Defender (stagioni 7-8)
- Shiba in Baki

### Videogiochi
- Yasuo (nel suo aspetto "Portatore della Notte") in League of Legends
- Ludwig II e Herr Dalmaier in Gabriel Knight 2: The Beast Within (1995)[4]
- Jake in Dog's Life (2003)
- Tenente Zook e capitano Nguyen Van Bao in Men of Valor (2004)[5]
- Caleb Reece in Need for Speed: Underground 2 (2004)
- Lo Spaventapasseri in Batman: Arkham Asylum (2009)[6], Batman: Arkham Knight (2015)[7], Injustice 2[8] (2017) e LEGO DC Super-Villains[9] (2018)
- Girolamo Savonarola in Assassin's Creed II (2009)[10]
- Robert Englund in Call of Duty: Black Ops (2010)[11]
- Agente di polizia in Need for Speed: Hot Pursuit (2010)[12]
- Ghezrim in Diablo III (2012)[13]
- Vari personaggi in Dishonored (2012)
- Jacob Danik Dead Space 3 (2013)[14]
- Cavaliere mano d'argento, Mago di Dalaran, Portascudi e Ufficiale d'argento in Hearthstone (2014)[15]
- Capitano Zao, Carl, Dale e Stan Slavin in Fallout 4 (2015)[16]
- Narratore in Battlefield 1 (2016)[17]
- Orca in Uncharted: L'eredità perduta (2017)
- Mark Hendricks in Gotham Knights (2022)